# Acacia stenoptera
Acacia stenoptera é uma espécie de leguminosa do gênero Acacia, pertencente à família Fabaceae.